# NGC 1005
NGC 1005 este o galaxie lenticulară situată în constelația Perseu. A fost descoperită în 9 decembrie 1871 de către Édouard Stephan⁠(d). Se află la o distanță de 58,65 de megaparseci de Pământ.